# جرجس المکین بن العمید
جرجس المکین بن العمید (۱۲۰۶- بعد از ۱۲۸۰ یا شاید ۱۲۹۳) که با نام ابن العمید نیز شناخته می‌شود، وقایع‌نگار مسیحی قبطی بود که اثر برجسته خود را به نام کتبه المجموع المبارک که با نام کتاب التاریخ نیز شناخته می‌شود به زبان عربی نگارش کرد.